# Селкуд
Селкуд (рум. Sălcud) — село у повіті Муреш в Румунії. Адміністративно підпорядковане місту Єрнут.
Село розташоване на відстані 265 км на північний захід від Бухареста, 33 км на південний захід від Тиргу-Муреша, 59 км на південний схід від Клуж-Напоки, 139 км на північний захід від Брашова.

## Населення
За даними перепису населення 2002 року у селі проживали 774 особи.
Національний склад населення села:
| Національність | Кількість осіб | Відсоток |
| -------------- | -------------- | -------- |
| румуни         | 713            | 92,1%    |
| цигани         | 57             | 7,4%     |

Рідною мовою назвали:
| Мова      | Кількість осіб | Відсоток |
| --------- | -------------- | -------- |
| румунська | 717            | 92,6%    |
| циганська | 57             | 7,4%     |